# Yat-Kha
Yat-Kha és un grup de música de Tuvà, liderat pel vocalista/guitarrista Albert Kuvezin. La seva música és una fusió de la música tradicional de Tuvà i rock, i destaca per l'ús de la tècnica del cant amb harmònics de l'estil kargyraa en la veu de Kuvezin.
Yat-Kha es va fundar a Moscou l'any 1991, com una col·laboració de Kuvezin i el compositor de música electrònica d'avantguarda rus Ivan Sokolovsky. El projecte unia la música tradicional de Tuvà amb ritmes postmoderns i efectes electrònics. Kuvezin i Sokolovsky van fer gires i van participar en festivals i es van posar el nom de “Yat-Kha” per la petita cítara de l'Àsia central, similar a yatga de Mongòlia i al guzheng xinès, que Kuvezin toca a més de la guitarra. L'any 1993 van publicar un àlbum amb aquest títol al segell General Records.
Després de la publicació de Yat-Kha, Kuvezin i Sokolovsky van seguir camins creatius separats i Kuvezin va seguir publicant àlbums més sota el nom de Yat-Kha amb altres músics (i amb menys importància de l'electrònica), el primer dels quals va ser Yenisei Punk del 1995, amb l'intèrpret de morin khuur Alexei Saaia (produït per Lu Edmonds). El 1996/97, Sokolovsky va publicar una versió remasteritzada de l'àlbum Yat-Kha, amb peces afegides, amb el títol Tundra's Ghosts.
El 2001 van fer la música, gravada en directe, per a la pel·lícula muda de Vsèvolod Pudovkin Tempestat sobre Àsia (1928). Està previst que es publiqui aquesta versió en DVD per Reality Film.
L'any 2010 van editar un nou àlbum, Poets and Lighthouses, gravat a l'illa escocesa de Jura, que va assolir el número 1 als World Music Charts Europe (WMCE) el gener de 2011.

## Àlbums
- Priznak Greyushii Byedi (1991)
- Khanparty (1992)
- Yat-Kha (1993)
- Yenisei Punk (1995)
- Tundra's Ghosts (1996/97) – versió remasteritzada de Yat-Kha publicada per Ivan Sokolovsky)
- Dalai Beldiri (1999)
- Aldyn Dashka (2000)
- Bootleg (2001, en directe)
- tuva.rock (2003)
- Re-Covers (2005)
- Bootleg 2005 (2005, en directe)
- Poets and Lighthouses (2010)
- We Will Never Die (2021)

## Membres
Actuals
- Albert Kuvezin (veu, cant en harmònics, guitarra, baix, chanzy, arpa de boca, yat-kha)
- Evgeny "Zhenya" Tkachov (percussió)
- "Scipio" (baix)

Anteriors
- Radik Tiuliush (veu, cant en harmònics, morin khuur, igil)
- Sailyk Ommun (veu, yat-kha)
- Makhmud Skripaltschchikov (baix)
- Aldyn-ool Sevek (veu, cant en harmònics, morin khuur, igil)
- Alexei Saaia (veu, morin khuur, baix)
- Aias-ool Danzyryn (veu, chanzy)
- Ivan Sokolovsky (sintetitzadors, percussió)

Participants a Poets and Lighthouses amb Albert Kuvezin (veu, guitarra acústica)
- Simon Edwards (baix acústic, contrabaix, marímbula, mbira, dulcimer)
- Giles Perring (guitarra acústica, piano, harmònium, segones veus, bateria, percussió)
- Sarah Homer (clarinet, clarinet baix, gravadora)
- Melanie Pappenheim (segones veus)
- Lu Edmonds (cümbüş)
- Neil Cameron (gaita escocesa petita)

## Premis i reconeixements
- 1991 reconeguts per Brian Eno,[1] un dels membres del jurat internacional al primer Festival de veus d'Àsia a Almati, Kazakhstan
- 1995 Premi "Decouvertes Est" de la RFI francesa per Yenisei Punk
- 1999 Premi de la crítica alemanya per Dalai Beldiri
- 2002 "Award for World Music" de la Radio 3 de la BBC Radio 3